# Bisdom São Luíz de Cáceres
Het bisdom São Luíz de Cáceres (Latijn: Dioecesis Sancti Aloisii de Caceres) is een rooms-katholiek bisdom met als zetel Cáceres, in Brazilië. Het bisdom is suffragaan aan het aartsbisdom Cuiabá.

## Geschiedenis
Het bisdom werd opgericht op 5 april 1910, uit delen van het aartsbisdom Cuiabá. 

## Parochies
Het bisdom had in 2020 een oppervlakte van 135.969 km2 en telde 417.827 inwoners waarvan 70,6% rooms-katholiek was.

## Bisschoppen
- Modesto Augusto Vieira (12 mei 1911 - 12 januari 1914)
- Pierre Louis Marie Galibert (15 maart 1915  - 27 april 1954)
- Máximo André Biennès (3 november 1967 - 24 juli 1991)
- Paulo Antônio de Conto (24 juli 1991 - 27 mei 1998)
- José Vieira de Lima (11 november 1998  - 23 juli 2008)
- Antônio Emídio Vilar (23 juli 2008 - 28 september 2016)
- Jacy Diniz Rocha (10 mei 2017 - heden)

Cuiabá (aartsbisdom) · Barra do Garças · Diamantino · Juína · Primavera do Leste-Paranatinga · Rondonópolis-Guiratinga · São Félix (territoriale prelatuur) · São Luíz de Cáceres · Sinop